# La Musique d'Erich Zann
La Musique d'Erich Zann est une nouvelle fantastique de l'écrivain américain Howard Phillips Lovecraft, probablement rédigée en décembre 1921 et publiée initialement dans le périodique National Amateur en mars 1922 avant d'être réimprimée dans le pulp Weird Tales en mai 1925 puis en novembre 1934.

## Résumé
Rencontrant des difficultés financières, un jeune étudiant d'université se voit contraint de se loger au seul endroit où ses maigres moyens le lui permettent. Dans une partie étrange de la ville où il n'avait encore jamais été auparavant, « la rue d'Auseil », il trouve un appartement dans un immeuble presque vide. L'un des rares locataires du lieu est Erich Zann, un vieil homme d'origine allemande, qui est muet et joue de la viole dans un orchestre local. Il vit à l'étage supérieur, et lorsqu'il est seul, la nuit, il joue d'étranges mélodies jamais entendues auparavant. Au fil du temps, le jeune homme gagne la confiance de Zann et apprend ses secrets: le vieil homme a découvert des mélodies et des rythmes d'une nature plus qu'étrangère à notre monde. Zann joue sa musique pour garder d'étranges créatures invisibles éloignées de sa fenêtre qui semble s'ouvrir sur un sombre abîme, probablement une autre dimension.

## Critiques
Lovecraft considère La Musique d'Erich Zann comme l'une de ses meilleures histoires, en partie parce qu'il évite d'y être trop explicite, contrairement à ses autres œuvres, ce qu'il voit comme un défaut majeur dans certains de ses autres livres.
Les exégètes lovecraftiens S. T. Joshi et David Schultz notent qu'il « pourrait toutefois être dit que Lovecraft a commis une erreur sur l'aspect peu explicite dans  sa description de l'horreur très nébuleuse qui peut être vue à travers la fenêtre de Zann. »

## Publications

### Éditions originales en anglais
- The National Amateur, vol 44, n°4 (Mars 1922)[5] ;
- Weird Tales, vol 5, n°5 (Mai 1925)[6] ;
- Creeps by Night; Chills and Thrills, (1931) ;
- The Best of H.P. Lovecraft: Bloodcurdling Tales of Horror and the Macabre, (1982)[5] ;
- The Dunwich Horror and Others, (1984)[5] ;
- Tales of H.P. Lovecraft, (1997)[5] ;
- The Thing on the Doorstep and Other Weird Stories, (2001)[5] ;
- H.P. Lovecraft: Tales, (2005)[5] ;
- Necronomicon: The Best Weird Tales of H. P. Lovecraft, (2008)[5] ;
- H.P. Lovecraft: The Fiction, (2008)[5] ;
- At the Mountains of Madness and Other Weird Tales, (2009)[5] ;
- The Weird Writings of HP Lovecraft, (2010)[5] ;
- H.P. Lovecraft: The Complete Fiction, (2011)[5].

### Éditions françaises
- Je suis d'ailleurs (1961) ;
- L'Abomination de Dunwich (1963) ;
- Lovecraft : Œuvres complètes Tome 2 (1991).

## Influences littéraires
L'un des continuateurs de Lovecraft, James Wade a écrit une suite à cette nouvelle, intitulée The Silence of Erika Zann, et publiée pour la première fois dans le recueil The Disciples of Cthulhu, en 1976. Une adaptation cinématographique de cette suite, qui reprend également des segments de la nouvelle de Lovecraft, en a résulté en 2002 (voir ci-dessous).

## Adaptations cinématographiques
- 1988 "La Transition d'Ulrich Zann" court métrage français de Marc Thomas avec Michel Vuillermoz
- 2002 : The Music of Erica Zann, film américain réalisé par Jeremy Hechler, adaptation de la nouvelle de Lovecraft et de sa suite, intitulée The Silence of Erika Zann, par James Wade.
- 2005 : Die Musik Des Erich Zann[8], film d'animation allemand réalisé par Anna Gawrilows, adaptation de la nouvelle La Musique d'Erich Zann de Lovecraft.

## Musique
L'album Ceux du dehors (1981) du groupe Univers Zéro inclut un morceau intitulé La Musique d'Erich Zann. Selon le batteur et chef du groupe, Daniel Denis, tous les membres du groupe lisaient cette nouvelle dans le studio, et ont brusquement improvisé cette chanson.
Le groupe de Metal allemand Mekong Delta a sorti un album intitulé The Music of Erich Zann, tout comme le groupe allemand Forma Tadre.
Le groupe de Metal français The Great Old Ones a sorti un album intitulé Al Azif, sur lequel se trouve une piste nommée Rue d'Auseil.
Le groupe de musique électronique anglais I Monster a sorti un album intitulé A Dollop of HP sur lequel figure le morceau The Music of Erich Zann.
L'artiste de musique électronique français Zahnshin a sorti un album intitulé "Zahn" (2024), entièrement inspiré par la nouvelle et dont la conception débuta en mars 2022, soit exactement un siècle après la publication originale de l'œuvre.

## Jeu de rôle
En mars 2021, dans le cadre du Numerik Games le collectif suisse Ars Ludendi adapte la nouvelle sous forme d'un jeu de rôle théâtralisé (joué devant public) accompagné d'un ensemble instrumental.